# Унайза

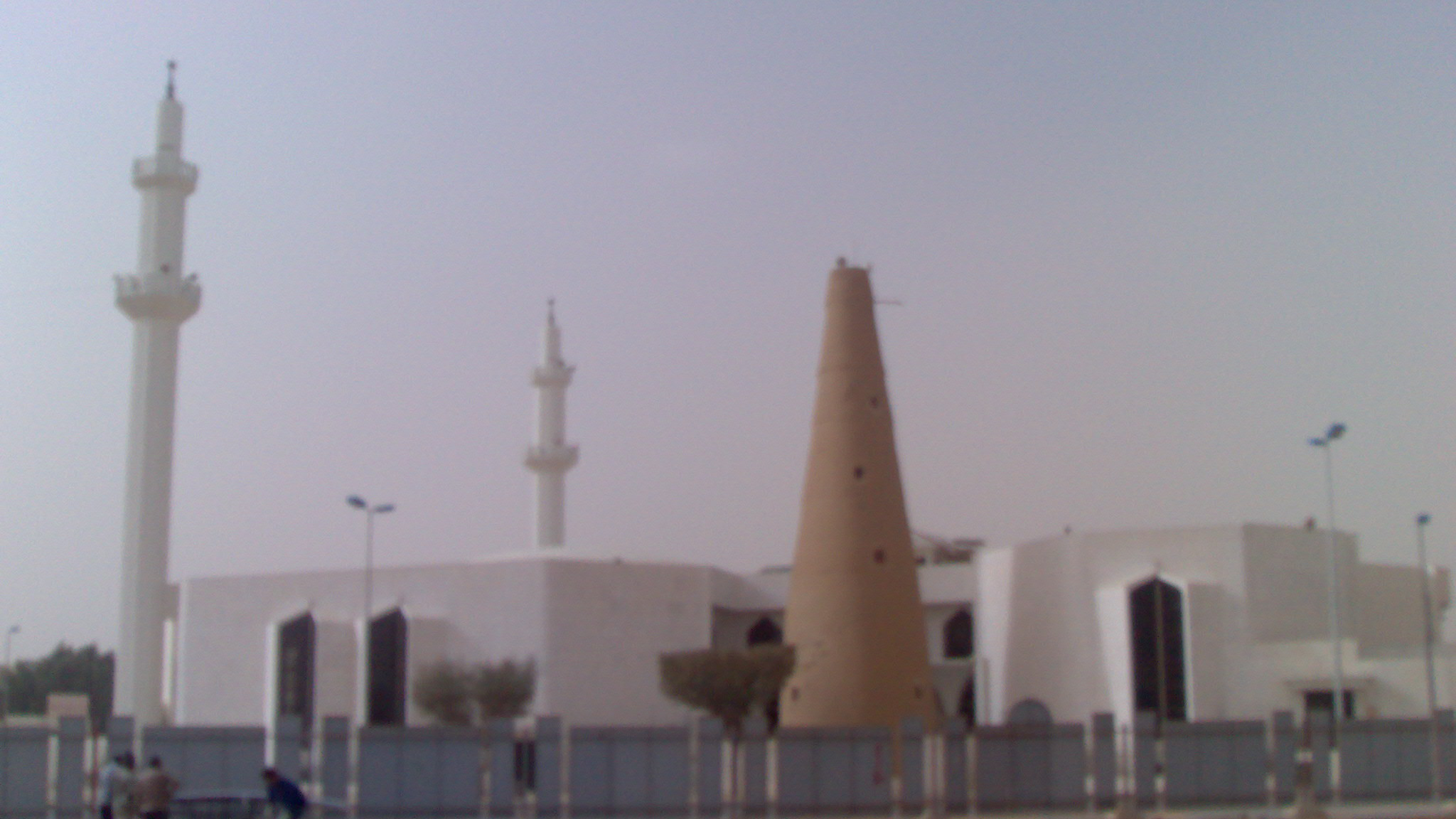
Мечеть Мухаммада аль-Усайміна.

Уна́йза — місто в провінції Ель-Касим, Саудівська Аравія. Населення — 135 000 чол. (за оцінкою 2009 року).

## Історія
Виникло в VII столітті як перевалочний пункт на шляху паломників із сучасних Ірану і Іраку в Мекку. У 1817—1914 роках місто було центром невеликого емірату на чолі з династією Аль Сулайм.

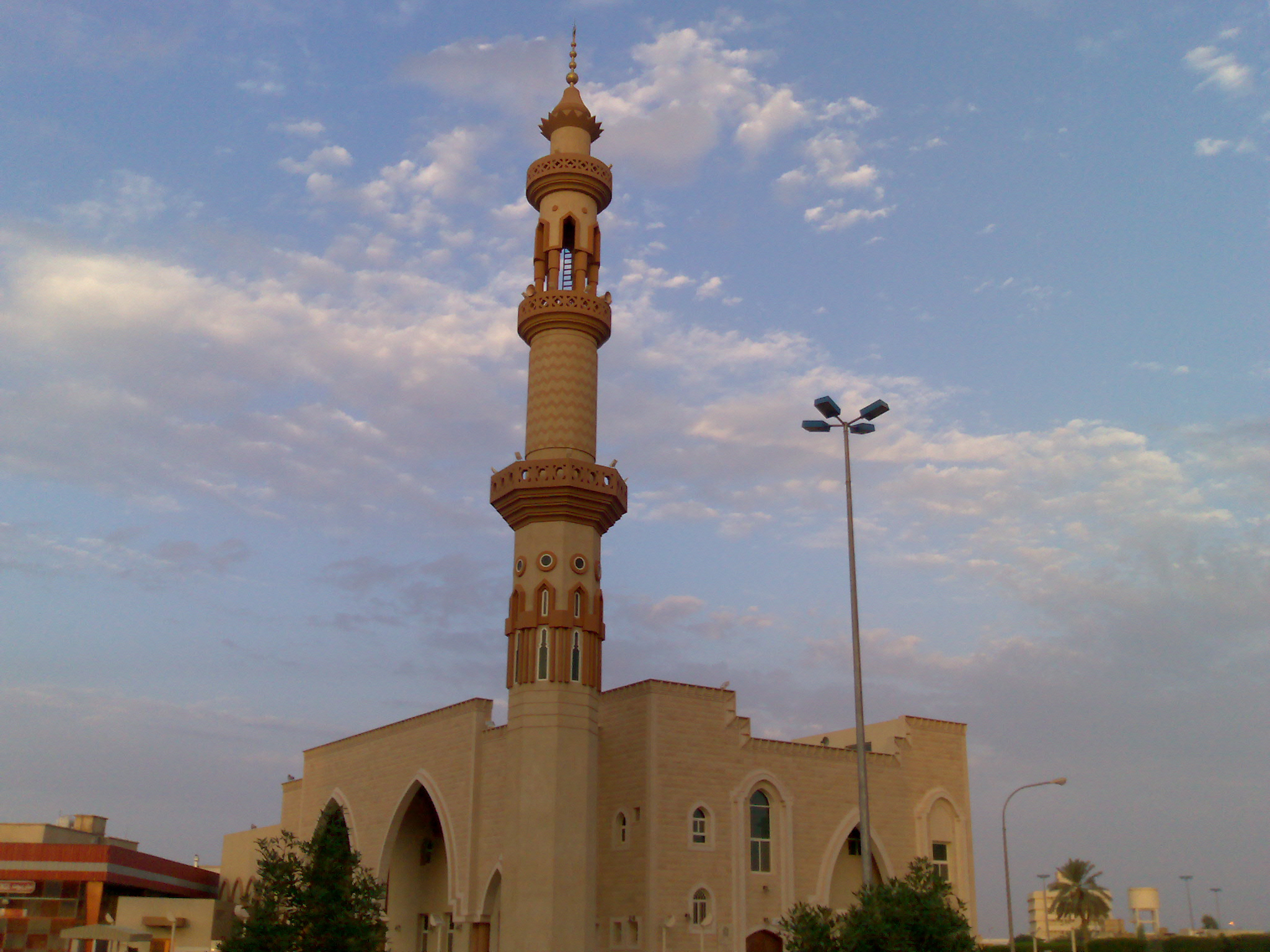
Велика соборна мечеть.

### Аміри і губернатори міста
- 1817—1836 рр. амір Яхья  ібн Сулайм
- 1864—1887 рр. амір Заміль Аль Сулайм
- 1901—1914 рр. амір Абд аль-Азіз Абдаллах Аль Сулайм (визнав сюзеренітет саудитів над Унайзою)
- 2007—2011 рр. губернатор Мусаад ас-Сулайм

## Географія
Місто розташоване в центральній частині країни, в регіоні Неджд. Унайза оточена пустелею. На відстані 30 км на північ від Унайзи розташований центр провінції — місто Бурайда; за 300 км на південний схід — столиця країни, Ер-Ріяд.

### Клімат
Місто знаходиться у зоні, котра характеризується кліматом тропічних пустель. Найтепліший місяць — липень із середньою температурою 34 °C (93.2 °F). Найхолодніший місяць — січень, із середньою температурою 12.8 °С (55 °F).
| Клімат Унайзи           | Клімат Унайзи | Клімат Унайзи | Клімат Унайзи | Клімат Унайзи | Клімат Унайзи | Клімат Унайзи | Клімат Унайзи | Клімат Унайзи | Клімат Унайзи | Клімат Унайзи | Клімат Унайзи | Клімат Унайзи | Клімат Унайзи |
| Показник                | Січ.          | Лют.          | Бер.          | Квіт.         | Трав.         | Черв.         | Лип.          | Серп.         | Вер.          | Жовт.         | Лист.         | Груд.         | Рік           |
| Середня температура, °C | 12,8          | 15,1          | 19,2          | 24,6          | 30,3          | 32,4          | 34            | 33,5          | 31,4          | 26,1          | 19,5          | 14,7          | 24,5          |
| Норма опадів, мм        | 27.6          | 17.6          | 53.9          | 35.7          | 20.5          | 0             | 0             | 0             | 0.2           | 10.7          | 24.3          | 26.7          | 217.2         |
| Днів з опадами          | 2             | 1,5           | 2,4           | 2             | 0,7           | 0             | 0             | 0             | 0             | 0,2           | 1             | 1,3           | 11,1          |
| Вологість повітря, %    | 50            | 41.4          | 34.2          | 30.7          | 19.9          | 12.5          | 13.5          | 13.7          | 16.4          | 24.1          | 38.9          | 47.6          | 28.6          |
| ----------------------- | ------------- | ------------- | ------------- | ------------- | ------------- | ------------- | ------------- | ------------- | ------------- | ------------- | ------------- | ------------- | ------------- |
| Джерело: Weatherbase    |               |               |               |               |               |               |               |               |               |               |               |               |               |

## Економіка
Унайза розташована в оазі. В околицях міста вирощують цибулю, фініки, а також лимони, мандарини, грейпфрути, виноград, апельсини і гранати. З 2004 року в місті щорічно проводиться Фініковий фестиваль.
У місті є аеропорт.
Унайза є популярним місцем для туристів і навіть носить прізвисько «Париж Неджду». Інше прізвисько міста — «Королівство фініків».